# Mecysmauchenius villarrica
Mecysmauchenius villarrica is een spinnensoort uit de familie Mecysmaucheniidae. De soort komt voor in Chili.